# هوسیوس لوکاس
هوسیوس لوکاس یک نیایشگاه تاریخی است که در نزدیکی شهر دیستومو، یونان قرار است. این نیایشگاه یکی از بناهای مهم معماری و هنر بیزانس است، که در سال ۱۹۹۰ به همراه نیایشگاه دلفی و نئا مونی در فهرست میراث جهانی یونسکو به ثبت رسید.هوسیوس لوکاس در یک محل خوش منظره و زیبا در دامنه کوه هلیسون (به انگلیسی: Mount Helicon) واقع شده‌است این بنا در اوایل قرن ۱۰ میلادی توسط روحانی به همین نام ساخته شده‌است.

## نگارخانه

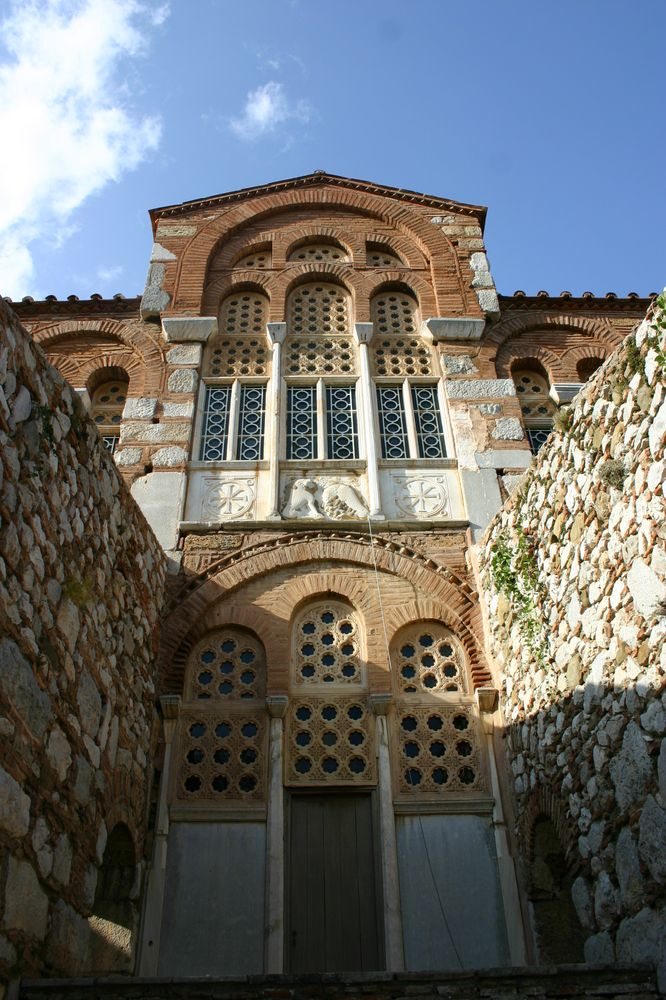
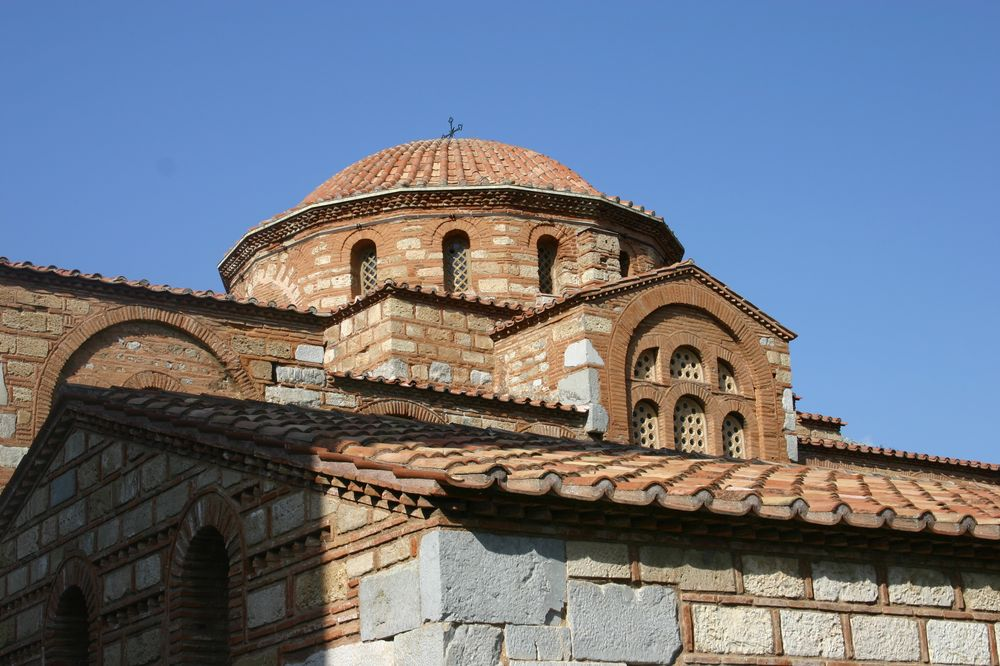
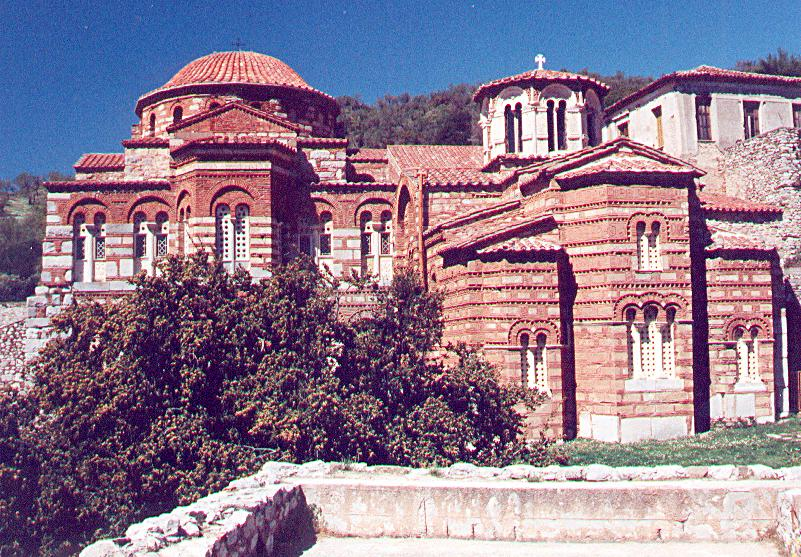
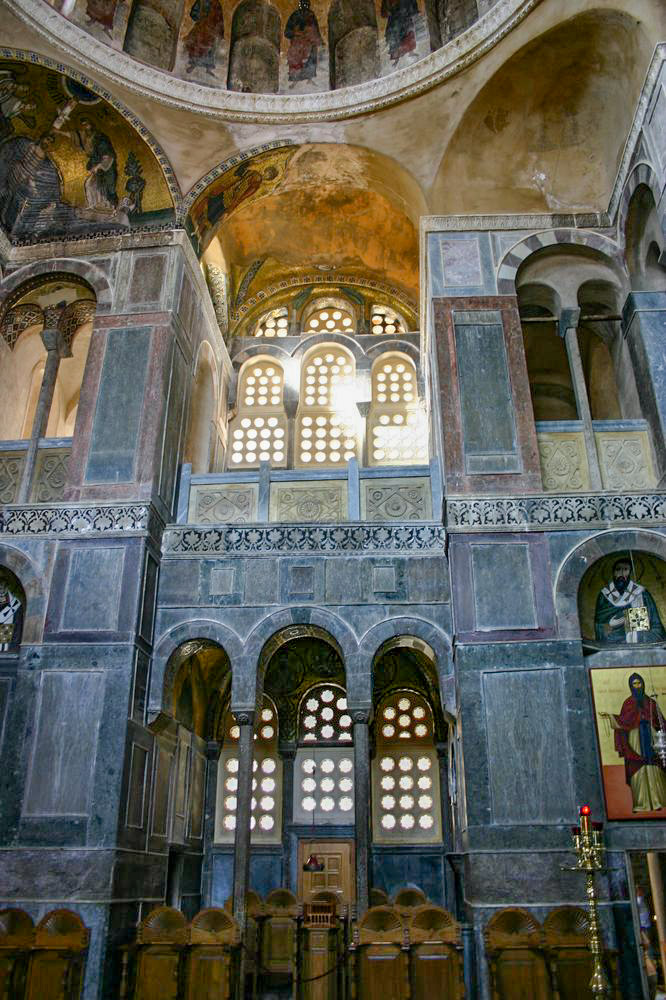
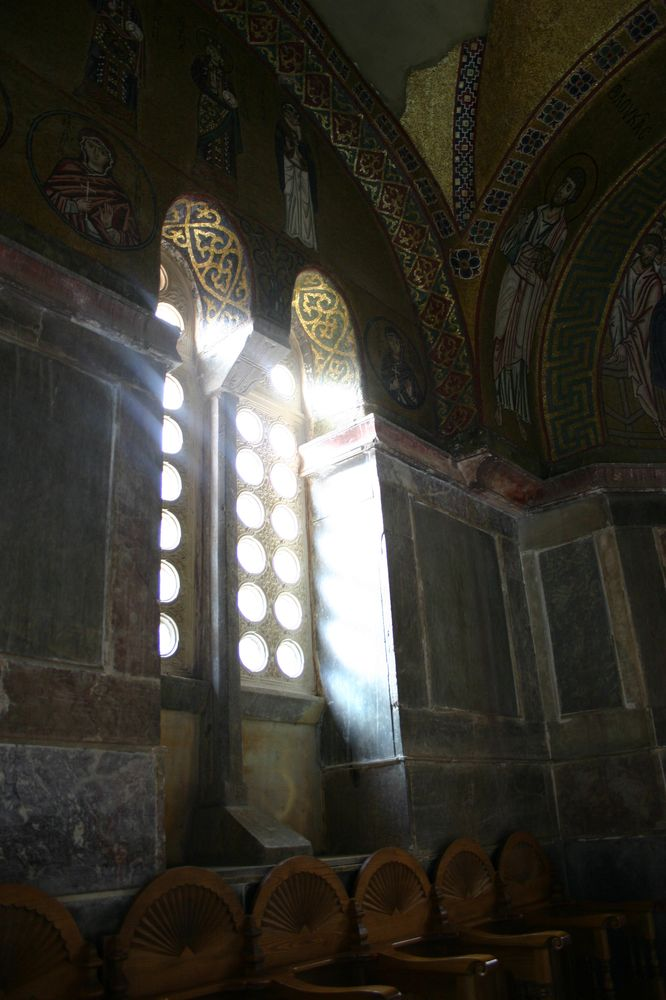
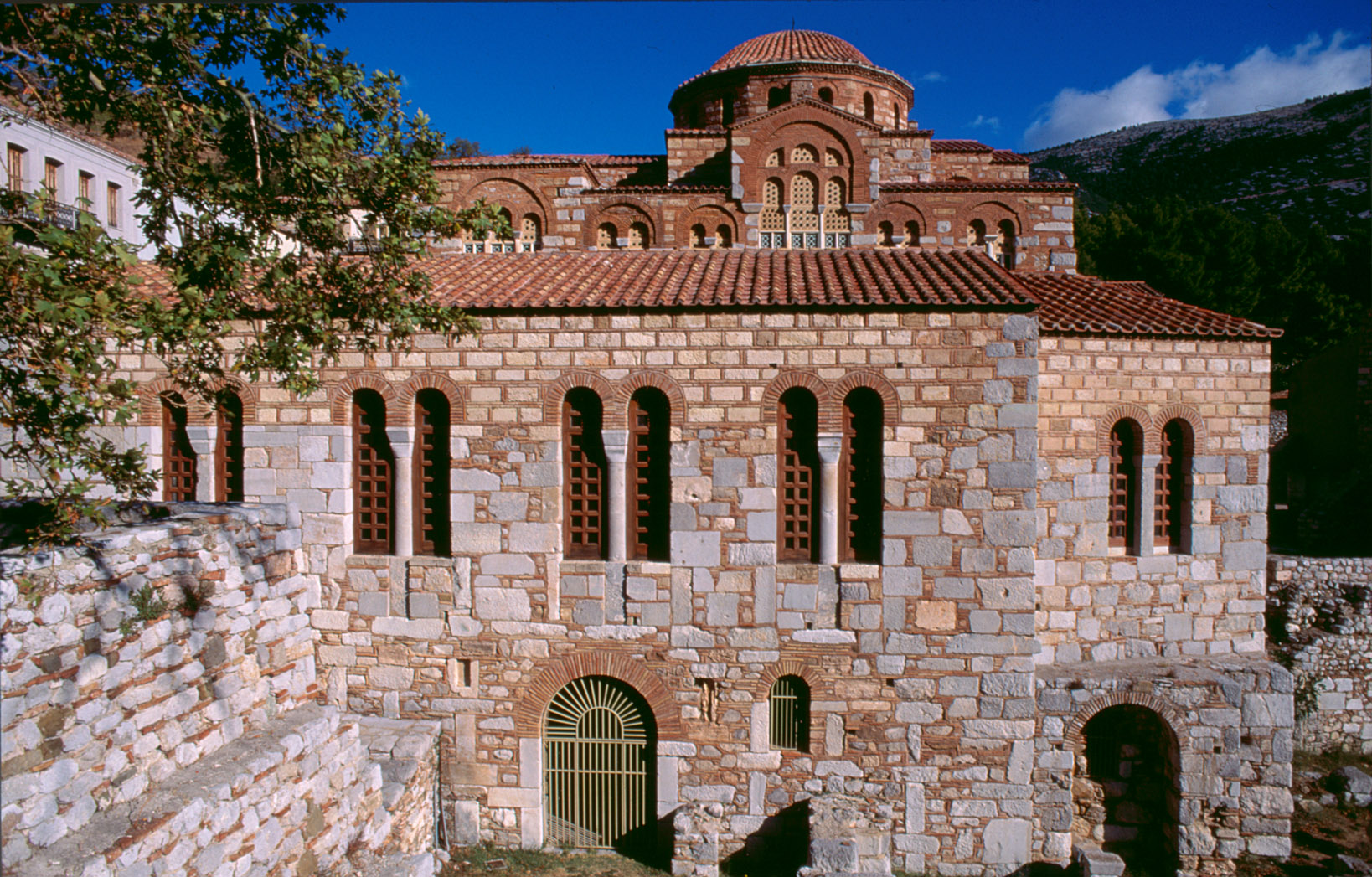
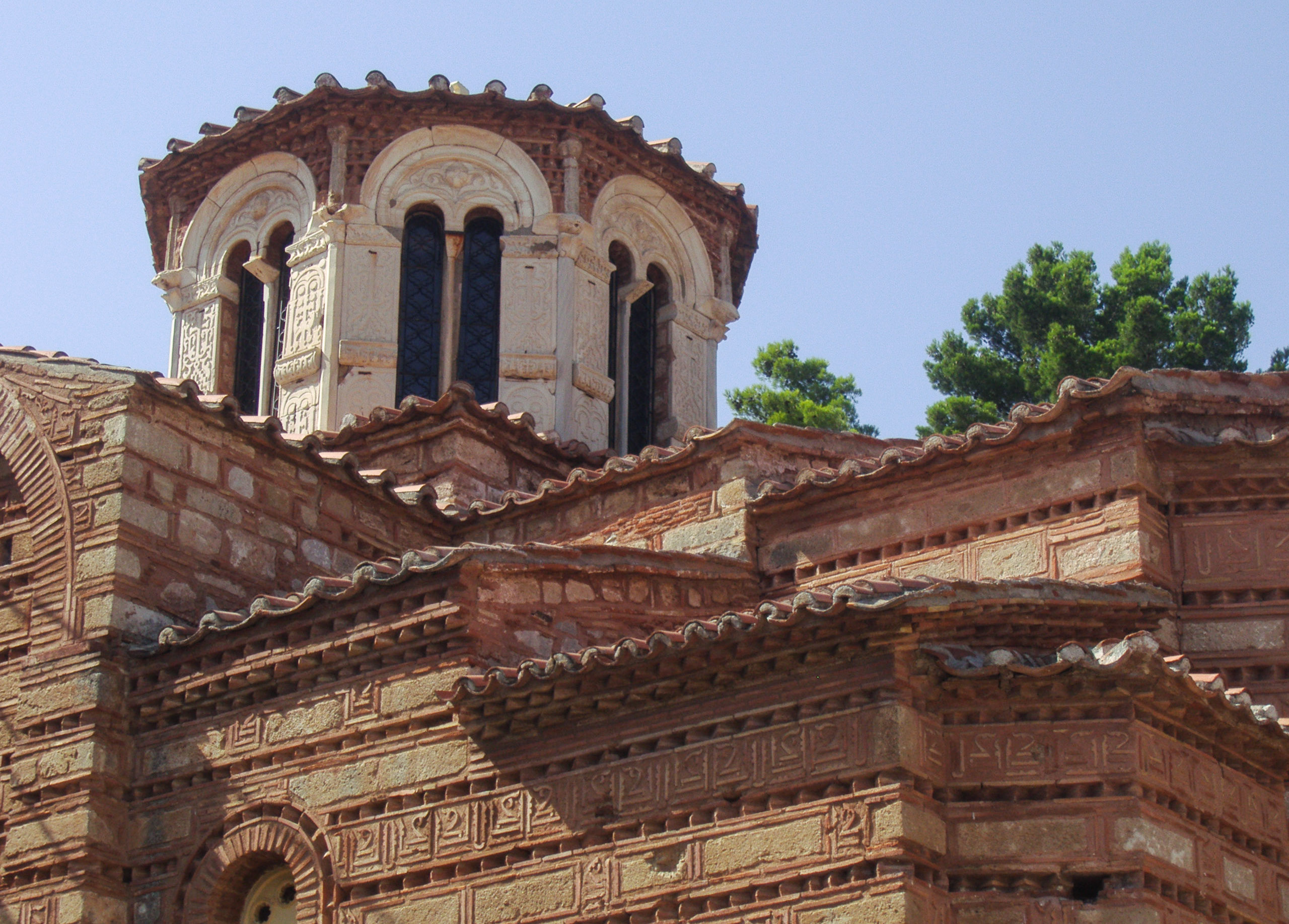
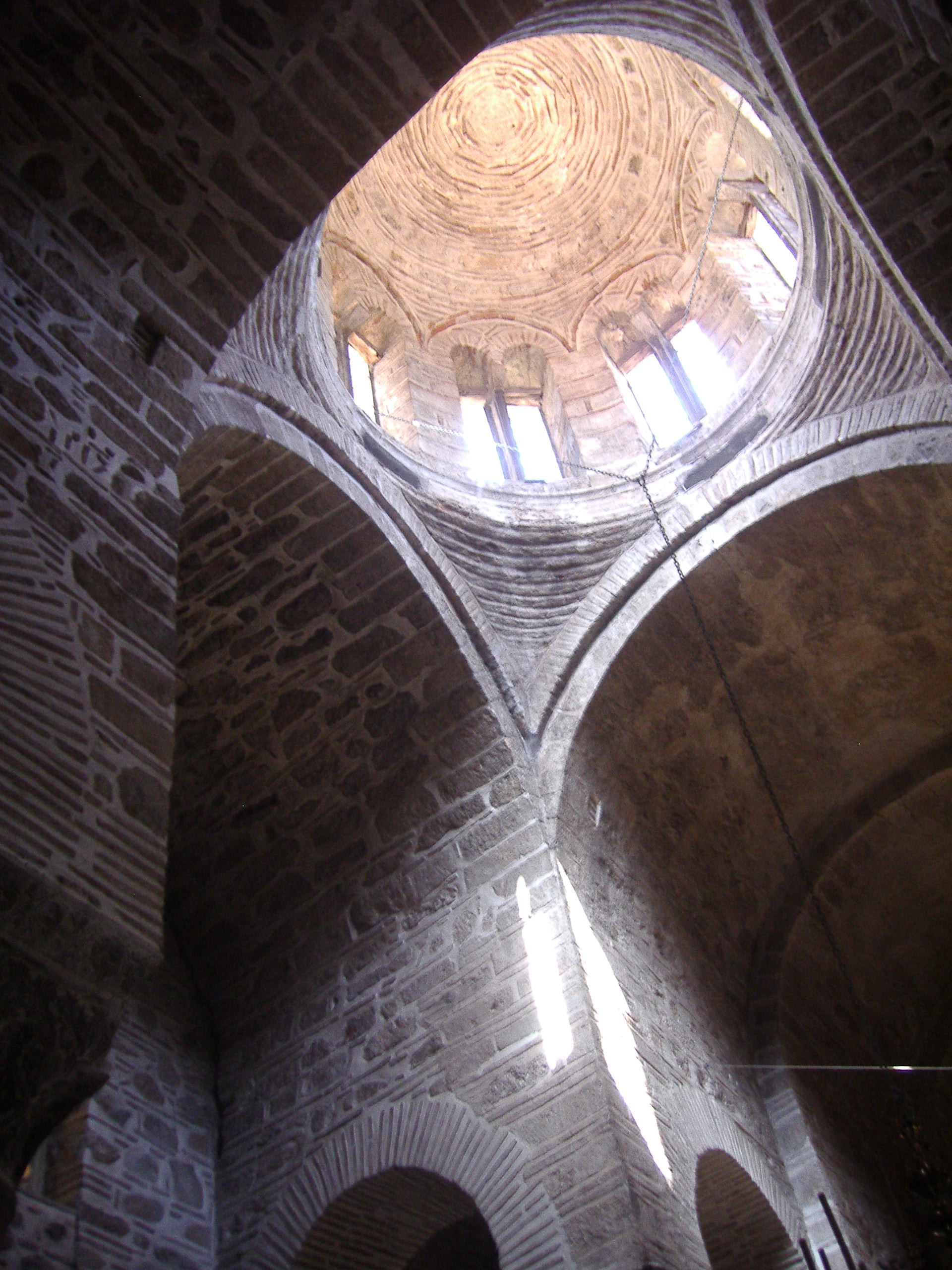